# Список кандидатів на пост Президента та віце-президента США (Республіканіська партія)
У статті наведено перелік осіб в кандидати на пост Президента США та Віце-президенти США від Республіканської партії

## Історія

### 1856-1900

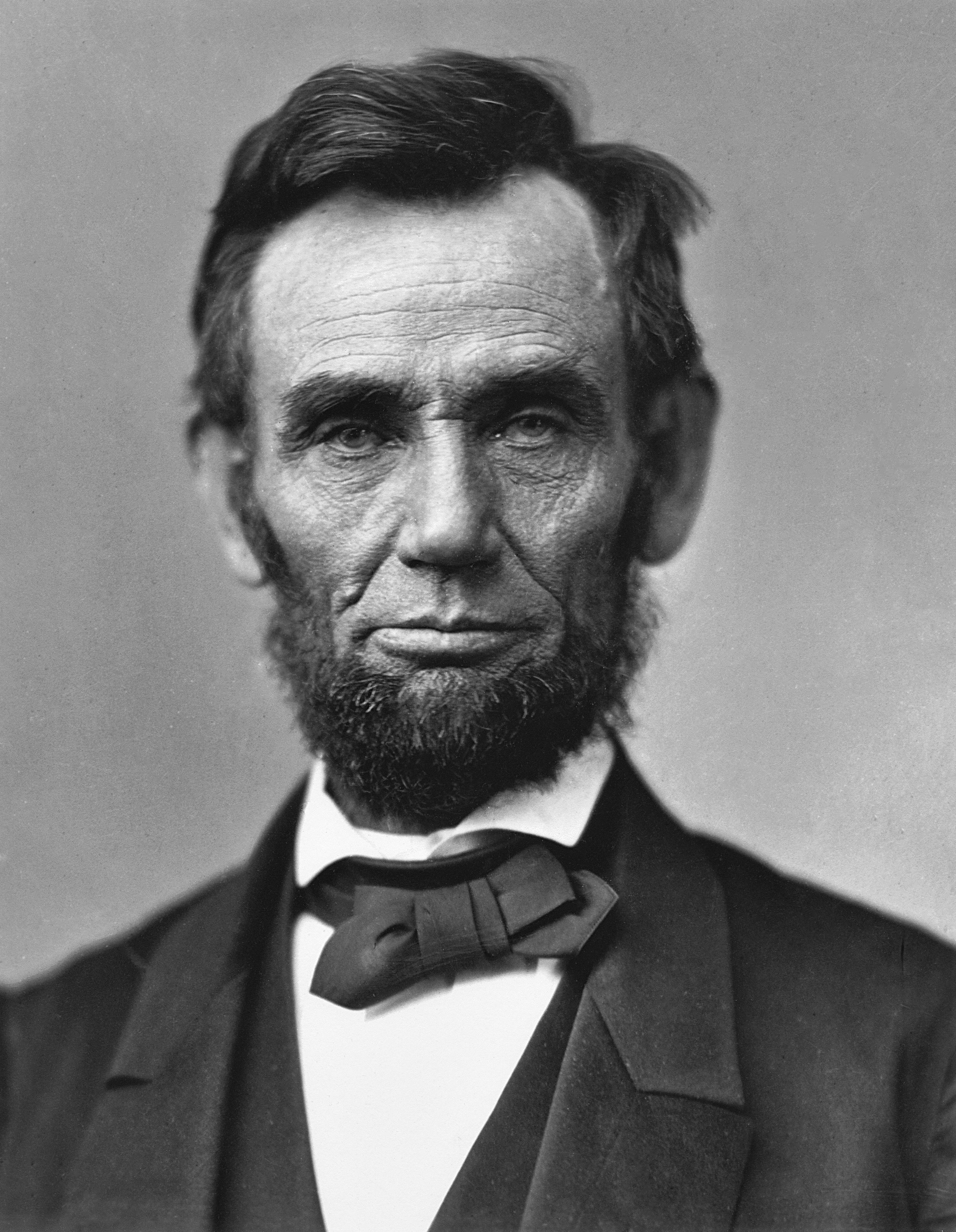
Перший президент Республіканець

Республіканська Партія США заснована 20 березня 1854 року. В 1856 році вперше взяла участь у виборах Президента. Тоді відбувся перший Республіканський національний зїзд. Кандидатом у президенти було вирішено висунути відомого військового, мандрівника та сенатора Джона Фремонта, а на посаду віце-президента було висуното сенатора Нью-Джерсі Вільяма Дейтона. В результаті під час виборів Фремонт і його напарник зазнали невдачі, поступившись Джеймсу Бюкенену та його напарнику Джону Брікінріджу.
В 1860 році Республіканська партія під час свого другого з'їзду висунула на пост Президента США Авраама Лінкольнаавід штату Іллінойс та Ганібала Гемліна від штату Мен. Тоді Лінкольну вдалось перемогти сенатора з Нью-Йорку Вільяма Стюарда, а його напарнику Гемліну вдалось обійти Касіуса Клея з Кентукі. Під час виборів у США Лінкольну вдалось перемогти екс віце-президента Джона Брікінріджа та його напарника Джозефа Лейна.
Під час виборів 1864 року у США тривала громадянська війна, Республіканська партія висунула на посаду президентона Лінкольна, в той час коли демократи висунули  на посаду віце-президента Ендрю Джонсона. Радикальні демократи висунули з своєї сторони Джорджа МакКлеллана, на пост президента, а його напарником став Джордж Пендлтон. Перемогу здобув Лінкольн та Джонсон, останній зайняв посаду президента після вбивства Лінкольна.
Під час виборів 1868 року республіканці відмовились підтримати Джонсона на виборах. Було прийнято рішення висунути Улісса Гранта на пост президента з Іллінойса та Шайлера Колфакса з Індіани на пост віце-президента. Обрані єдиноголосно. У своєму листі до президента Республіканського національного зібрання Грант написа: "Давайте встановимо мир". В результаті Грант та Колфакс перемогли пару демократів, які в той час були повністю деморалізовані та змогли висунути кандидатами Гораціо Сеймура та Френсіса Блера молодшого, які немали впливу та популярності в США.

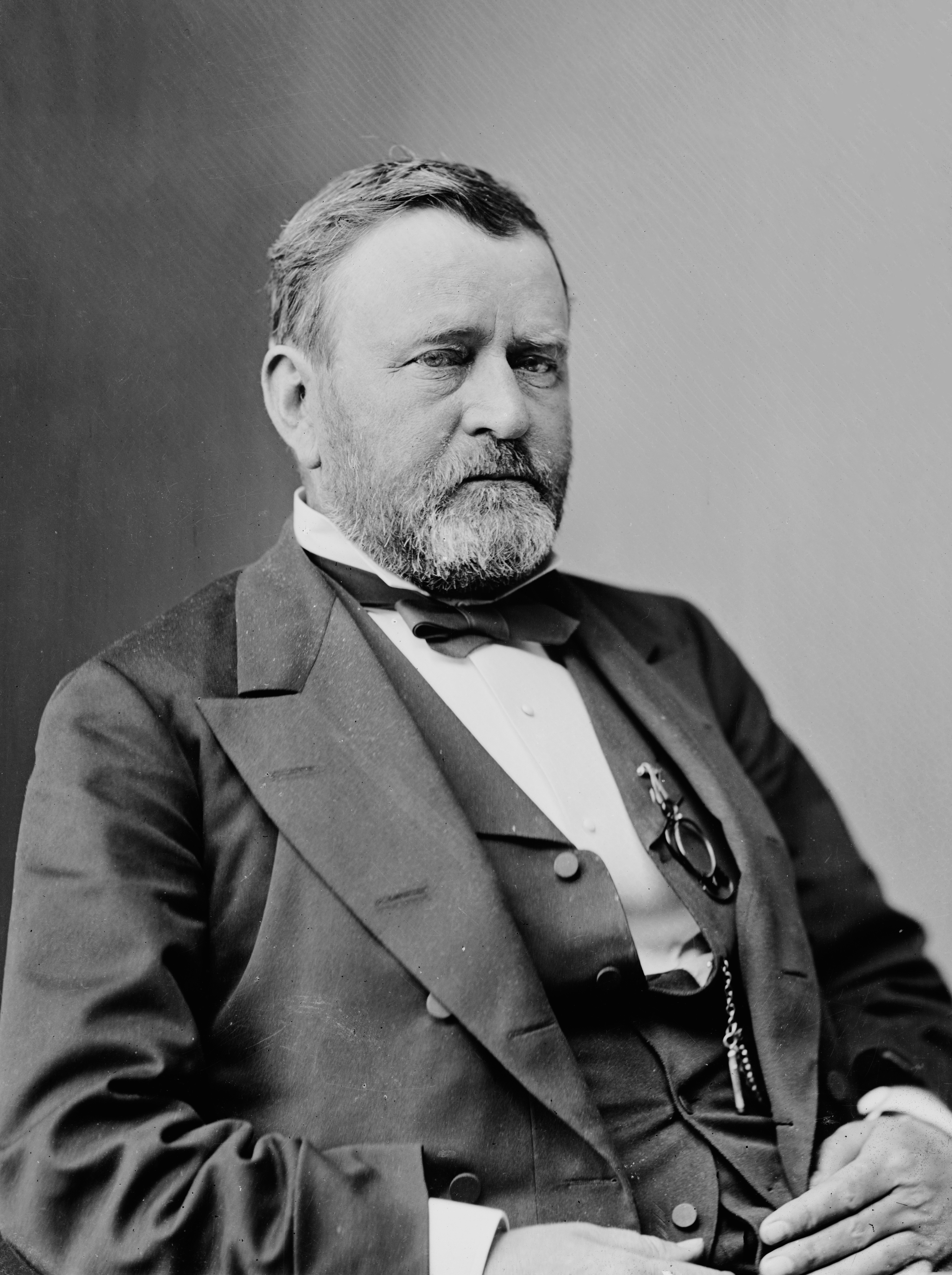
Улісс Грант — двічі обирався Президентом США

В 1872 році Республіканська партія повторно єдиноголосно висунула Гранта на посаду президента, його напарника який вважався потенційною заміною Гранту. Його позиція підтримати Гранта на виборах відштовхнула його прихильників тому напарником Улісса Гранта став Генрі Вілсон з Массачусетса. В підсумку Гранту вдалось здолати представника Демократичної партії та ліберальних республіканців Хораса Грілі і його напарника Бенджаміна Брауна.
В 1876 році Грант планував іти на третій термін проте складна економічна ситуація змусила республіканців шукати йому заміну. Втративши підтримку в палаті представників Грант відмовився балотуватись на третій термін. Республіканське зібрання вирішило висунути на посаду президента губернатора Огайо  Резерфорда Гейза. Йому вдалось здолати в партійному протистоянні Джеймса Блейна та Бенджаміна Брістоу. Останній зайняв посаду в адміністрації Гейза. Напарником Гейза став представник з Нью-Йорка Вільям Вілер. Під час виборів 1876 року Гейзу та Вілеру все ж вдалось перемогти за рахунок голосів жителів південних штатів, за таємною умовою Гейз вивів федеральні війська з півдня США чим закінчив Реконструкцію. Опонентами республіканців тоді стали Семюель Тілден та Томас Хендрікс, хоча вони набрали 184 голоси в Гейз всього 165, республіканцям вдалось перетягнути на свій бік "двадцять суперечливих голосів".
В 1880 році Республіканська партія опинилась перед вибором кого висувати на наступних виборах. До початку голосування було три явні кандидатури. Грант, який прагнув стати президентом на третій термін, другим явним лідером був сенатор Блейн, а третім компромісний який був зручним кандидатом для противників "полукровок Блейна" та "стійких" Гранта. Під час голосування яке тривало декілька днів жоден з кандидатів не зміг набрати потрібну кількість голосів.Противники Гранта підтримали малопомітного кандидата Джеймса Гарфілда, проте його напарником став представник групи Гранта Честер Алан Артур. Гарфілду та Артуру вдалось здолати представників демократів Вінфілда Хенкока та Вільяма Інгліша. Гейз стримав свою обіцянку та не ішов балотуватись вдруге. Після вбивства Гарфілда, Артур зайняв президента.
Під час зібрання 1884 року через поганий стан здоров'я Честера Алана Артура постало питання кого партії підтримати на виборах. Голосування тривало декілька днів та всеж коаліція Джеймса Блейна змогала переконати присутніх підтримати його. Артур зайняв друге місце а Джордж Вермунтс з Вермонта третє місце всі інші зайняли надмірно малу кількість голосів. Напарником Блейна став сенатор з Іллінойса Джон Логан, вперше після громадянської війни республіканці зазнали поразки. Перемогу обримали представники демократів Гровер Клівленд та Томас Хендрікс.
В 1888 році було прийнято рішення підтримати кандидатуру Бенджаміна Гаррісона та Леві Мортона. Сенатор з Огайо Джон Шерман став його основним суперником проте Бенджаміну вдалось випередити своїх конкурентів. Під час виборів йому протистояв діючий президент демократ Гровер Клівленд та його напарнику Алену Трумену. Головна суперечка точилась навколо питання тарифів. Демократи хотіли знизити вартість тарифів і цим схилити на свій бік виборців. Проте в той час такі тези вважались прихильними до заміни виробництва національної продукції на європейську. Республіканці висунули думку, що тарифи які існують захищають національні інтереси та високі зарплати в підсумку Гаррісону вдалось перемогти діючого володаря Білого Дому. Це сталось вперше в історії Республіканської партії. Цим самим Бенджамін повернув домінування республіканців наприкінці XIX-го століття.

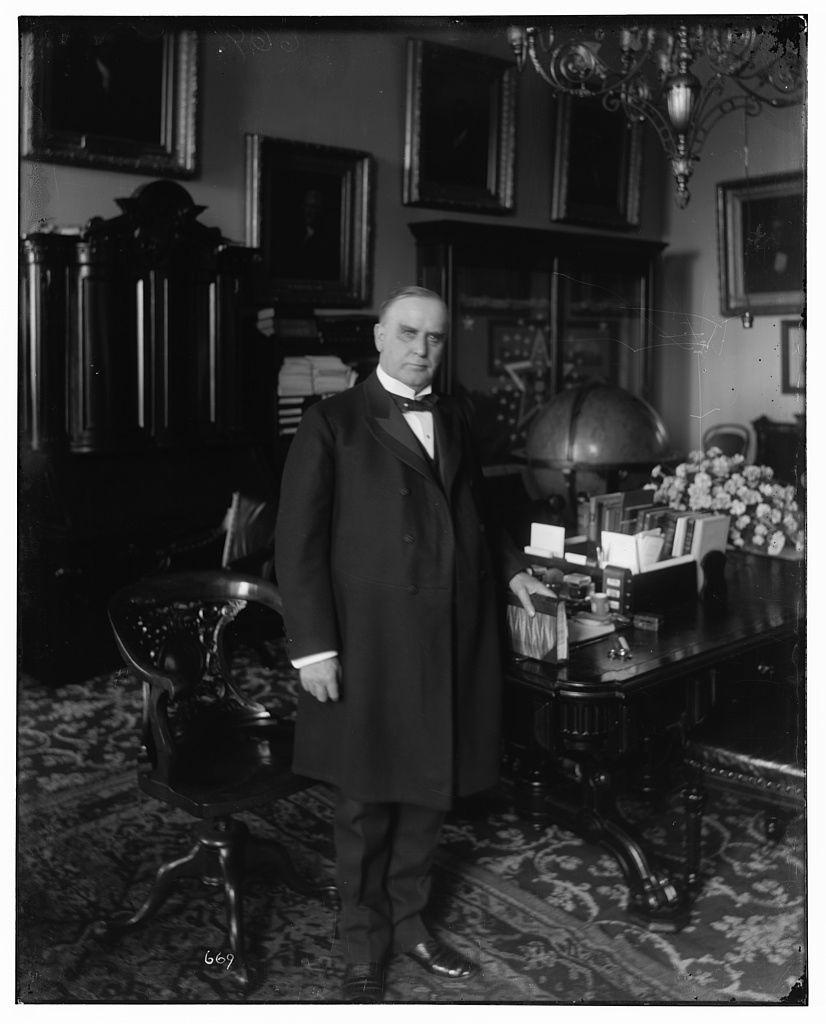
Вільям Мак-Кінлі — один з найвпливовіших республіканців XIX століття

Під час обрання кандидата 1892 Республіканська партія уже втратила більшість на проміжних виборах. Перемога Гаррісона на партійного зібранні була нелегкою точились дебати між його прихильниками та представниками Блейна та Мак-Кінлі. В підсумку Блейн став тільки третім, а Мак-Кінлі зміг зарекомендувати себе в республіканській партії як сильний політик. Напарником Гаррісона став Вайтлавд Рейд. Республіканці зазнали поразки проти представників демократів Гровера Клівленда та Едлай Стівенсона (першого).
Під час партійого зїзду 1896 року Республіканці більшістю голосів підтримали кандидатуру губернатора Огайо Вільяма Мак-Кінлі, напарником став Гаррет Гобарт. вільям Мак-Кінлі був популярним кандидатом в представників бізнесу та фермерів. Представник демокртатів Вільям Брайан був популярний в представників популістів та республіканців, які прагнули створити валюту з срібла. В результаті драматичних перегонів республіканцям вдалось отримати перемогу та повернути Білий Дім.
Під час партійних виборів Вільям Мак-Кінлі отримав підтримку усіх республіканців та був одноголосно висунутий на вибори. Розглядалась тільки одна кандидатура військового Джорджа Дьї проте підтримка діючого президента була шалена. Під час виборів Мак-Кінлі знову протистоян Вільяму Брайану. Проте різ могутності США та успіхи в американо-іспанській війні стали причиною успіху Мак-Кінлі. Напарником республіканця став теодор Рузвельт губернаторз Нью-Йорка який був одноголосно підтриманий. Напарником демократа став колишній віце-президент при Клівленді Едлай Стівенсон. Республіканці отримали впевнену перемогу.

### 1900-1956 Партійна криза та протистояння з політикою демократів
В 1901 році після смерті Вільяма Мак-Кінлі посаду президента зайняв Теодор Рузвельт. В 1904 році під час партійного зібрання висунутий навибори одноголосно. Очевидним претендентом на пост віце-президента був Чарльз Фербенкс, проте адміністрація схилялась до особи Вільяма Тафта. Проте в підсумку на вибори були висунуті Рузвельт та Фербенкс. Їх противниками стали демократи Елтон Паркер та Генрі Девіс. Рузвельту вдалось перемогти з колосальною перевагою.
В 1908 році Рузвельт не бажаючи порушувати традицію не пішов на третій термін. Проте завбачливо готував собі наступника. В Республіканській партії.  Сподівались висунути віце-президента Фербенкса або губернатора Нью-Йорка Чарльза Гюза. Проте завдяки рузвельту Тафт отримав підтримку ще в першому турі. Його напарником став Джеймс Шерман. Під час виборів Тафт протистояв Вільяму Браяну який уже двічі брав участь у виборах і зазнав невдачі. Разом з своїм напарником Джоном керном мав підтримку ліберальних демократів і популістів. Проте ця поразка була надто болюча. Демократи знову зазнали колосальної поразки.
В 1912 році Республіканська партія знову підтримала кандидатуру Тафта на виборах, проте його напарником став Ніколас Батлер, з причини смерті Джеймса Шермана.
Цього ж року в партії сталась криза. Теодор Рузвельт який не бажав змиритись з правим нахилом політики Тафта, вирішив повторно іти в президенти. Проте партія підтримала Тафта, Рузвельт пішов від Прогресивної партії. В результаті Тафт програв демократам Вудро Вільсону та Томасу Маршалу та прогресивістам Теодора Рузвельта. В більшій мірі ця поразка сприсинена неузгодженої політики Рузвельта.
Під час наступних партійних виборів 1916 основним завданням партії було подолати партіїні чвари. Внаслідок чого партія висунула в кандидати Чарльза Гюза суддя Верховного суду, який не мав ніяких пляв в політичній боротьбі, його напарником став колишній віце-президент при Рузвельті, що мало повернути прихильність частини республіканців. Чарльз Фербенкс повернувся в політику і став кандидатом у віце-президенти. Рузвельт підтримав кандидата республіканців. Проте це не допомогло демократи Вільсон та Маршал вдруге отримали перемогу. Основною дискусією було питання втручання США в Першу світову війну. Саме в цей час Ворену Гардінгу приписують цитату про Батьків-засновників, яка зараз широко популярна в республіканців в США.
Під час вибору кандидата 1920 року перед Республіканською партією стало завдання повернути контроль над Білим Домом, який уже двічі програли через кризу партії.
Рішенням зібрання партії стало висунення на посаду президента сенатора з Огайо Гардінга, а його напарником став відомий Калвін Кулідж набравши популярність після виступу поліцейських у Бостоні. Вперше на виборах було дозволено голосувати жінкам. Довгий час республіканці розглядали можливість висунення Рузвельта проте його здоровя погіршилось і в результаті обидві партії висунили маловідомих політиків. Демократів представив Джеймс Кокс та Франклін Делано Рузвельт. Внаслідок провальної політики Вільсона він втратив всю популярність. А питання входження США у Лігу Націй стало головним питання виборів. внаслідок чого Гардінг зумів перемогти демократів майже у всіх штатах.
Під час обговорення можливих кандидатів в 1924 році, більшість схилялись до підтримки Куліджа. Саме він після смерті Гардінга став президентом і балотувався на свій другий термін. Проте в середині партії Кулідж зустрівся з опозицією в основному сенатора Роберта Ла Фолета, який в підсумку пішов до прогресивістів. Це не завадило Куліджу та його напарнику Чарльзу Дауесу отримати перемогу. над демократами Джоном Дейвісом та Чарльзом Брайаном.
В 1928 році діючий президент Кулідж відмовився балотуватись на третій термін. Тому вся підтримка партії була націлена на Геберта Гувера міністра торгівлі. Він лего в першому турі голосування здолав опозицію колишнього сенатора Іллінойса Френка Лоудена та сенатора Канзасу Чарльза Кертіса. Проте Кертіс натомість став його напарником. Гувер та Кертіс отримали безпрецедентну підтримку та перемогли кандидатів з демократичного табору Альфреда Сміта і Джозефа Робінсона.
1932 року після провалу політики боротьби з бідністю президента США Герберта Гувера та посиленням Великої депресії наростало питання про кандидата від Республіканської партії.  Всередині Республіканської партії Гувер не зустрів опозиції і разом з своїм віце-президентом був номінований кандидатом в президенти США. Франклін Рузвельт та Джон Гарнер завдали республіканцям потужного удару, партія пішла в опозицію до Нового курсу.
Після провалу на минулих виборах в 1936 році Республіканська партія вирішила шукати нових політиків. Ними стали губернатор Канзасу Альф Лендон та Френк Нокс з Іллінойса. Також розглядались кандидатури сенатора з Айдахо Вільяма Бора та навіть повернення Гувера. Більшість підтримала Лендона. Проте політика Рузвельта та соціальне страхування як основна передвиборча агітація демократів принесли їм другу постіль перемогу.
Після поразки другої поспіль республіканці розраховували на реванш. В партії готували дискусію хто має бути кандидатом. Основними конкурентами за мандат стали прокурор Манхетена Томас Дьюї бізнесмен Вендел Вілкі та сенетор з Мічігану Артур Вандербург. Проте республіканці розраховували на Вілкі та аргументи проти Рузвельта. Зокрема, Франклін Рузвельт ішов на третій термін, що порушувало всі традиції в США з часів Вашингтона. Та проблеми із закінчинням виходу з Великої депресії. Основним аргументом Вілкі був ізоліціанізм США. Рузвельт обіцяв не втручатись у війну з Німеччиною проте свою обіцянку не виконав. Вілку та Чарльз МакНері програли Рузвельту та Генрі Волесу.
В 1944 році США уже брали участь у війні, Рузвельт попри критичний стан здоров'я проте з безприцендентною підтримкою демократів пішов на четвертий термін.
В Республіканській партії після смерті Вілкі зникла явна опозиція до персони Томаса Дьюї який встиг за цей час набрати популярності та стати губернатором Нью-Йорка. Напарником було обрано губернатора Джона Брікера. Проте Рузвельт знову завдав поразки республіканцям. Дьюї вдалось тільки скоротити відкрив та покращити ситуацію в деяких штатах. Після перемоги Рузвельт зумів проти декілька місяців та помер. Після цього в США була прийнята зміна до деяких положень Конституції та заборонено займати посаду президента більше двох термінів.
В 1948 році після закінчення Другої світової в США назрівали нові важливі питання. Демократична партія переживала кризу. Більшість вважали що Кандидат від Республіканців, який почав вигравати усі партійні вибори з першого дня виборів. Проте Томас Дьюї та його напарник суддя Ерл Ворен зазнали прикрої поразки. Трумен зумів сконсолідвуати навколо себе демократичне крило.

### Доба Ейзенхауера та Ніксона

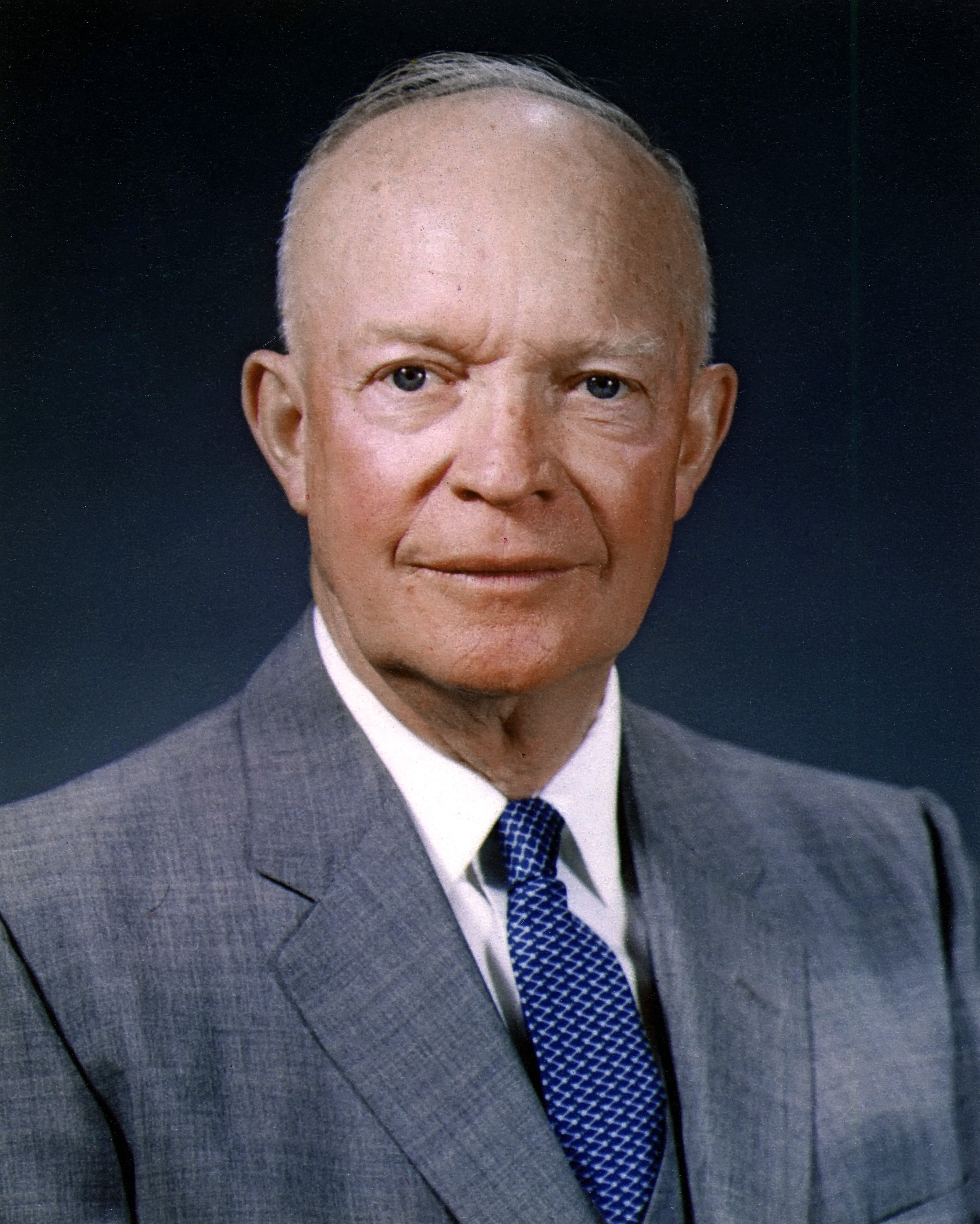
Дуайт Ейзенхауер — герой війни, повернув лідерство Республіканській партії

В 1952 році в США розгорнулась дискусію про припинення війни в Кореї яку розпочала адміністрація Трумена. Генерал МакАртур піддав жорсткій критиці Трумена, проте на зростання рейтингу не вплинуло, внаслідок чого він вийшов з перегонів. В цей час найбільшою популярністю в США користувався герой війни Дуайт Ейзенхауер та Річард Ніксон, які обіцяли закінчити безглузду війну в Кореї та почати ядерне озброєння для боротьби з комуністичною загрозою. Трумен вирішив не висувати свою кандидатуру тому демократична партія підтримала представника ліберального крила Едлая Стівенсона та Джона Спармака. Проте Ейзенхауер розгромив демократів, та повернув республіканцям контроль над Білим Домом.
В 1956 році Дуайт Ейзенхауер був одноголосно висунутий на другий президентський термін. Своїм напарником він обрав діючого віце-президента Річарда Ніксона. Демократична партія переживала кризу тому вони знову виставили кандидатуру Стівенсона. Стан Ейзенхауера викликав занепокоєння проте, він виконав усі свої обіцянки та США знаходились в хорошому стабільному становищі. Тому республіканці втримали перемогу.
Після успіху Ейзенхауера в Республіканській партії на праймеріс 1960 року очевидним кандидатом бачили Річарда Ніксона, єдиний опонент який протичстоян був сенатор Барі Голдвотер, проте з відривом виграв саме Ніксон. Кенеді обіцяв дати США нові ресурси, щоб вести боротьбу з СРСР. Ніксон, зауважив, що Кенеді надто молодий та недосвідчений. Проте на виборах колегія виборників віддали перемогу саме Кенеді. Ніксон та напарник Генрі Лодж зазнали поразки. Вперше взяли участь в голосуванні Гаваї та Аляска, які отримали статус штатів в 1959

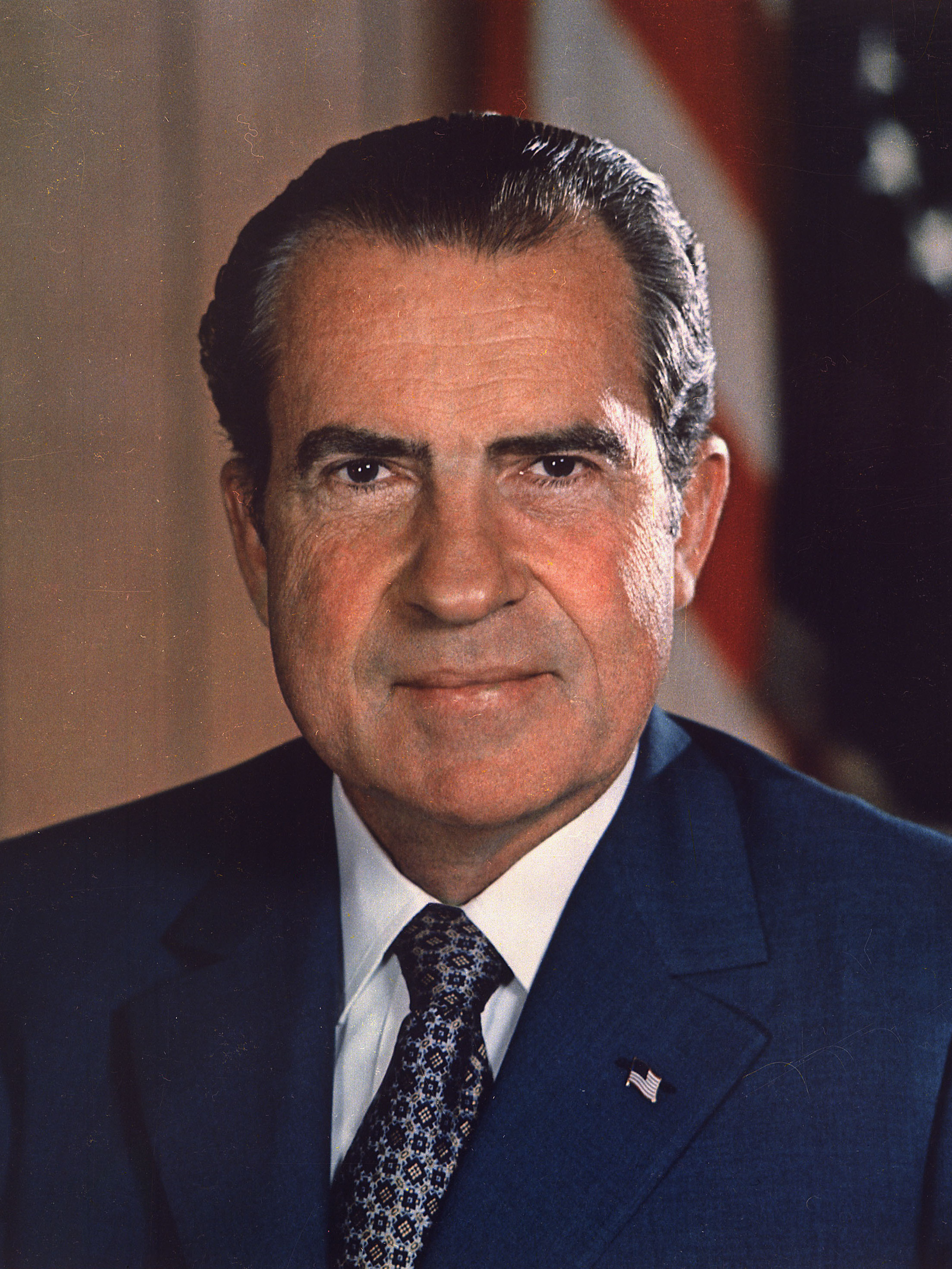
Річард Ніксон двічі віце-президент та двічі президент США

В 1963 році Лі Освальд вбив Джона Кенеді, посаду президента зайняв Ліндон Джонсон. В 1964 році основними претендентами на мандат від Республіканської партії були Нельсон Рокфелер і Барі Голдвотер. Через ряд скандалів в республіканській партії зросла популярність Голдвотера. Проте Ейзенхауер дуже сумнівно ставився до висунення в кандидати саме такого кандидата. Джонсон запустив успішну рекламу зокрема наголосив на загрозі ядерного протистояння з Радянським союзою. Вплив на перемогу демокртів зіграла реклама по телебаченню. За підсумками виборі Джонсон з напарником Хюбертом Хамфрі перемогли у більшості штатів Голдвотер та Вільям Міллер зазнали болючої поразки.
В 1968 році Річард Ніксон зміг повернути собі вплив над Республіканською партією. Саме Ніксон вважається ідеологом Південного курсу партії. Зосередивши увагу на консервативних ідеях півдня США. Основним конкурентом Ніксона був Рокфелер, який повертав собі популярність, і молодий губернатор Рональд Рейган. Попри велику опозицію Ніксом зміг виграти партійні вибори та стати кандидатом у президенти вдруге. Своїй напарником він обрав Спіро Агню
Хюберт Хамфрі віце-президент Джонсона та Едмунд Маскі зазнали поразки. Республіканці знову повернули контроль над Білим Домом.
В 1972 році Ніксон та Агню після успішого першого терміну були номіновані на другі вибори. Їх опоментом став маловідомий в демократів Джордж МакГоверн, основною стратегією демократів була антивоєнна. Ніксон побіцяв закінчити війну у В'єтнамі та вирішити питання на Тайвані. В результаті Ніксон і Агню змогли легко перемогти демократичну партію.
Перед виборами 1976 року Республіканська партія прийшла з серією скандалів. Подав у відставку віце-президент Спіро Агню. Посаду зайняв Джеральд Форл. А після Вотергейтського скандалу подав у відставку Ніксон. Форд став президентом у скрутний для Америки час. Віце-президент Форда Нельсон Рокфелер також був скандальною особою. Проте партія підтримала саме Форда та напарника Боба Доула. Рейган виступив проти такої кандидатури, фактично виступивши проти керівництва партії. В результаті Форд програв вибори демократу Картеру та напарнику Волтеру Мандейлу.

### Партія Рональда Рейгана

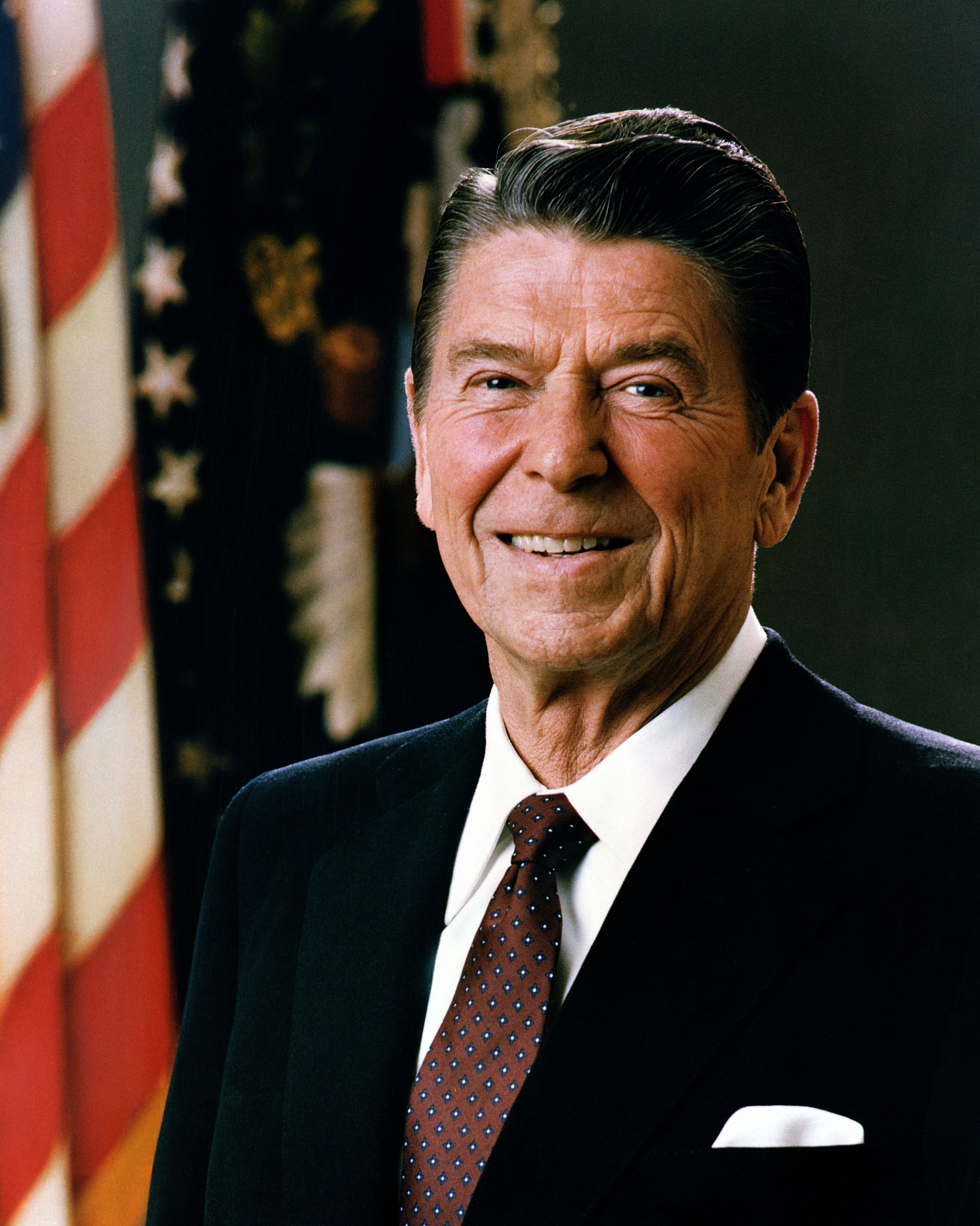
Рональд Рейган один з найпопулярніших президентів США

В 1980 році партія була обєднана навколо Рональда Рейгана найбільший конкурент Джордж Буш старший отримав пропозицію стати віце-президентом. На вибораж Рейгану протистояв діючий президент демократ Картер з своїм напарником віце-президентом Мондейлом. Рейган отримав більше ніж впевнену перемогу. Почавши успішну реформу, яка увійшла в історію, як Рейгономіка.
В 1984 році Рейган вдурге пішов на вибори, напарником залишився Буш молодший, опонентом став колишній віце-президент демократ Волтер Мондейл. Рейган обіцяв не піднімати податки, в той час коли демократи хотіли збачатити бюджет шляхом їх підняття. Рейган повторив досягнення Ніксона та виграв в 49 штатах. Мондейл і напарник Фераро зазнали поразки.

### Республіканці в період династії Бушів
В 1988 році після другої каденції Рейгана, рейтинг Буша старшого завдяки перебуванню в уряді Рональда Рейгана було безпрецедентним. Колишній віце-президент отримав одноголосну підтримку партії. Найбільшу дискусію тоді викликав напарник Буша старшого ним став маловідомий сенатор Ден Квейл. Демократична партія обрала свого кандидата на працмеріс ним став губернатор Массачусетса Майкл Дукакіс напарником став Лойд Бантсен. Агітація демократичної партії одразу була провальною, окрім того республіканці запустили новину про психічні захворювання Дукакіса і просили показати медичну картку. В результаті демократична партія зазнала третьої підряд розгромної поразки.
На час президентства Буша припали політичні події які змінили карту Європи. Впала Берлінська стіна, відбулись революції в країнах Варшавського договору, розвалився Радянський союз. Перебуваючи в Києві, Буш старший просив не виходити УРСР з складу СРСР побоюючись дестабілізації ситуації в східній Європі.
В 1992 році республіканці вдруге висунули Буша старшого на посаду президента більшістю голосів. Напарником залишився діючий Ден Квейл. Головним відкриттям виборів став представник третьої сили Росс Перо. Головною причиною поразки Буша старшого слід вважати саме участь у виборах Перо, він відібрав у нього значну кількість голосів, яких не вистачило для перемоги над Білом Клінтоном та Альберттом Гором.

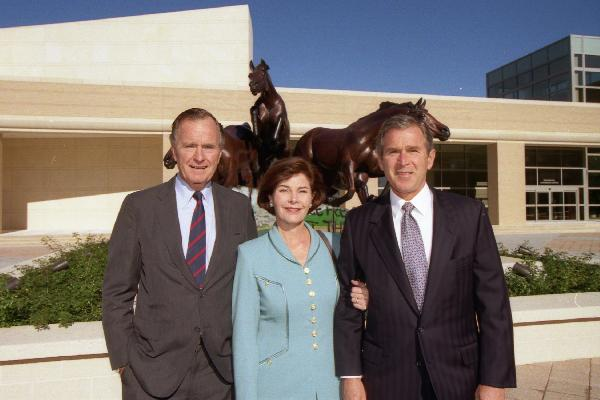

В 1996 році під час дебатів хто має очолити блок республіканців, перемогу отримав Боб Доул, проте він не мав чіткої підтримки різних крил партії. Отримавши підтримку Буша старшого та Форда він став кандидатом від Республіканської партії. Демократична партія виставили команду Білла Клінтона та Альберта Гора. Знову участь у виборах взяв Росс Перо, деякими істориками вважається, що якби голоси Перо дістались Доулі він зміг би виграти вибори.
Під час виборів 2000 року Буш молодший зумів здолати сильного опонента Джона МакКейна та виграти праймеріз. Буш став молодий лідером партії. Опонентом від демократичної партії став Альберт Гор і напарник Альберт Ліберман. Бушу молодшому вдалось виграти завдяки перемозі в штаті Флорида. Буш піддав критиці скандальну поведінку Клінтона та югославську кризу. Напарником Буша став колишній міністр оборони Дік Чейні.
Під час виборів 2004 року Буш молодший виграв партійний мандат, тільки один республіканець утримався. Демократична партія представила свого кандидата ним став Джон Керрі та напарник Джон Едвардс. В підсумку через підтримку Буша молодшого викликану війною з тероризмом в Іраку та Афганістані, він став знову президентом США. Дік Чейні вдруге зайняв посаду віце-президента.

### Партія у пошуках нової ідеології
в 2008 році партія обрала кандидатом в президенти Джона МакКейна, у нього були конкурентами Пол Рон та Мітт Ромні. Напарницею вперше в історії Республіканської партії стала Сара Пейлін. Під час виборів МакКейн програв вибори Бараку Обамі і напарнику Джо Байдену. Дік Чейні відмовився брати участь у виборах.
В 2012 році Республіканська партія обрала Мітта Ромні кандидатом в президенти, напарником обрали Пола Райана. Основна критика республіканців була повязана з політикою стосовно МОЗ. Барак Обама та Джо Байден здолали республіканський опір.

### Трампізм
В 2016 році в історії Республіканської партії розпочався новий етап названий Трампізм. Дональд Трамп виграв праймеріз, напарником став Майкс Пенс. Дональд Трамп здолав опонентів на виборах, зазнала поразки.
В 2020 році Дональд Трамп та Майк Пенс знову взяли участь у виборах, проте програли Джо Байдену внаслідок скандального голосування по пошті. Тоді демократичну партію звинуватили в фальсифікації.

## Список осіб
| Вибори | Кандидат на пост Президента | Кандидат на пост Віце-президента | Результат |
| ------ | --------------------------- | -------------------------------- | --------- |
| 1856   | Джон Фремонт                | Вільям Дейтон                    | Поразка   |
| 1860   | Авраам Лінкольн (вперше)    | Ганнібал Гемлін                  | Перемога  |
| 1864   | Авраам Лінкольн (вдруге)    | Кандидат від національного союзу | Перемога  |
| 1868   | Улісс Грант (вперше)        | Шайлер Колфакс                   | Перемога  |
| 1872   | Улісс Грант (вдруге)        | Генрі Вілсон                     | Перемога  |
| 1876   | Резерфорд Гейз              | Вільям Елмон Вілер               | Перемога  |
| 1880   | Джеймс Гарфілд              | Честер Алан Артур                | Перемога  |
| 1884   | Джеймс Гіллеспі Блейн       | Джон Александр Логан             | Поразка   |
| 1888   | Бенджамін Гаррісон (вперше) | Леві Мортон                      | Перемога  |
| 1892   | Бенджамін Гаррісон (вдруге) | Вайтлав Рейд                     | Поразка   |
| 1896   | Вільям Мак-Кінлі (вперше)   | Гаррет Гобарт                    | Перемога  |
| 1900   | Вільям Мак-Кінлі (вдруге)   | Теодор Рузвельт                  | Перемога  |
| 1904   | Теодор Рузвельт             | Чарлз Фербенкс (вперше)          | Перемога  |
| 1908   | Вільям Говард Тафт (вперше) | Джеймс Шерман                    | Перемога  |
| 1912   | Вільям Говард Тафт (вдруге) | Ніколас М'юррей Батлер           | Поразка   |
| 1916   | Чарльз Еванс Г'юз           | Чарлз Фербенкс (вдруге)          | Поразка   |
| 1920   | Воррен Гардінг              | Калвін Кулідж                    | Перемога  |
| 1924   | Калвін Кулідж               | Чарлз Доз                        | Перемога  |
| 1928   | Герберт Гувер (вперше)      | Чарлз Кертіс (вперше)            | Перемога  |
| 1932   | Герберт Гувер (вдруге)      | Чарлз Кертіс                     | Поразка   |
| 1936   | Альф Лендон                 | Франклін Нокс                    | Поразка   |
| 1940   | Венделл Вілкі               | Чарльз Макнері                   | Поразка   |
| 1944   | Томас Едмунд Дьюї (вперше)  | Джон Брікер                      | Поразка   |
| 1948   | Томас Едмунд Дьюї (вдруге)  | Ерл Воррен                       | Поразка   |
| 1952   | Дуайт Ейзенхауер (вперше)   | Річард Ніксон (вперше)           | Перемога  |
| 1956   | Дуайт Ейзенхауер (вдруге)   | Річард Ніксон (вдруге)           | Перемога  |
| 1960   | Річард Ніксон (вперше)      | Генрі Лодж                       | Поразка   |
| 1964   | Баррі Голдвотер             | Вільям Міллер                    | Поразка   |
| 1968   | Річард Ніксон (вдруге)      | Спіро Агню                       | Перемога  |
| 1972   | Річард Ніксон (втретє)      | Спіро Агню                       | Перемога  |
| 1976   | Джеральд Форд               | Боб Доул                         | Поразка   |
| 1980   | Рональд Рейган              | Джордж Герберт Вокер Буш         | Перемога  |
| 1984   | Рональд Рейган              | Джордж Герберт Вокер Буш         | Перемога  |
| 1988   | Джордж Герберт Вокер Буш    | Ден Квейл                        | Перемога  |
| 1992   | Джордж Герберт Вокер Буш    | Ден Квейл                        | Поразка   |
| 1996   | Боб Доул                    | Джек Кемп                        | Поразка   |
| 2000   | Джордж Вокер Буш (вперше)   | Дік Чейні                        | Перемога  |
| 2004   | Джордж Вокер Буш            | Дік Чейні                        | Перемога  |
| 2008   | Джон Маккейн                | Сара Пейлін                      | Поразка   |
| 2012   | Мітт Ромні                  | Пол Раян                         | Поразка   |
| 2016   | Дональд Трамп (вперше)      | Майк Пенс (вперше)               | Перемога  |
| 2020   | Дональд Трамп (вдруге)      | Майк Пенс (вдруге)               | Поразка   |

## Статистика
Двічі обирались президентом: Авраам Лінкольн, Уілліс Грант, Вільм Мак-Кінлі, Дуайт Ейзенхауер, Річард Ніксон, Рональд Рейган, Джордж Буш мол.
Двічі обирались віце-президентом: Річард Ніксон, Спіро Агню, Джордж Буш старший, Дік Чейні.
Віце-президенти стали президентами: Честер Алан Артур, Тедор Рузвельт, Калвін Кулідж, Джеральд Форд (відставка Ніксона), Джо Байден.
Віце-президенти, що пізніше обирались президентами: Теодор Рузвельт, Калвін Кулідж, Річард Ніксон, Джордж Буш старший, Джо Байден.